# Toxoptera odinae
Toxoptera odinae är en insektsart som först beskrevs av Van der Goot 1917.  Toxoptera odinae ingår i släktet Toxoptera och familjen långrörsbladlöss. Inga underarter finns listade i Catalogue of Life.